# 小立方立方八面體
在幾何學中，小立方立方八面體是一種星形多面體，由20個面組成，其頂點圖為一個折四邊形。其索引為U13
。其對偶多面體為小六角星化二十四面體。

## 性質
小立方立方八面體共有20個面48條邊和24個頂點，由正三角形、正方形和正八邊形組成，其頂點以正方形-正八邊形-反三角形-正八邊形的順序組成，頂點圖是一個折四邊形，換句話說即其頂點被切去之後會露出一個折四邊形的形狀。其中反三角形為討論頂點圖時頂點連接順序與其他多邊形相反，幾何上與其他三角形是相同的。

### 面的組成
小立方立方八面體由20個面組成，其中有8個正三角形、6個正方形和6個正八邊形，每個頂點都是1個三角形、1個正方形和2個正八邊形公共頂點。

### 二面角
小立方立方八面體的有兩種二面角，分別為八邊形-正方形二面角和八邊形-三角形二面角。其中，八邊形-正方形二面角為直角、八邊形-三角形二面角為三平方根的倒數之反餘弦值：
{\displaystyle \cos ^{-1}({\frac {\sqrt {3}}{3}})\approx 0.9553166\approx 54.7356^{\circ }}
其中，{\displaystyle {\frac {\sqrt {3}}{3}}}是三平方根倒數化簡後的結果。

### 頂點座標
重心位於原點的小立方立方八面體，其頂點座標為：
{\displaystyle (\pm {\frac {1}{2}},\pm {\frac {1}{2}},\pm {\frac {1+{\sqrt {2}}}{2}})}
{\displaystyle (\pm {\frac {1+{\sqrt {2}}}{2}},\pm {\frac {1}{2}},\pm {\frac {1}{2}})}
{\displaystyle (\pm {\frac {1}{2}},\pm {\frac {1+{\sqrt {2}}}{2}},\pm {\frac {1}{2}})}

### 分類
由於小立方立方八面體的頂點圖為交叉梯形且具備點可遞的特性，同時，其存在自相交的面，因此小立方立方八面體是一種自相交擬擬正多面體（Self-Intersecting Quasi-Quasi-Regular Polyhedra）。自相交擬擬正多面體一共有12種，除了小雙三角十二面截半二十面體外，其餘由阿爾伯特·巴杜羅（Albert Badoureau）於1881年發現並描述。
| 小立方立方八面體       | 大立方截半立方體           | 非凸大斜方截半立方體       | 小十二面截半二十面體   |
| 大十二面截半二十面體   | 小雙三角十二面截半二十面體 | 大雙三角十二面截半二十面體 | 二十面化截半大十二面體 |
| 小二十面化截半二十面體 | 大二十面化截半二十面體     | 斜方截半大十二面體         | 非凸大斜方截半二十面體 |

## 相關多面體及鑲嵌
小立方立方八面體和星形截角立方體有著相同的頂點布局。
| 小斜方截半立方體 | 小立方立方八面體 | 小斜方立方體 | 星形截角立方體 |

## 外部連結
- 埃里克·韦斯坦因. . MathWorld.